# Dendrobium ceraceum
Dendrobium ceraceum är en orkidéart som beskrevs av Rudolf Schlechter. Dendrobium ceraceum ingår i släktet Dendrobium, och familjen orkidéer. Inga underarter finns listade i Catalogue of Life.